# سعدالدین حموی
محمد بن مؤید سعدالدین حموی یا حمویه (تولد ۵۸۶ قمری/۱۱۹۰ میلادی - درگذشت ۶۴۹ قمری/۱۲۵۱ میلادی) از شاگردان بی‌واسطه احمد نجم‌الدین کبری معروف به شیخ ولی تراش است. عزیز الدین نسفی چهره سرشناس تصوف ایرانی، که او را می‌توان بحقه پدر تطبیق ادیان نامید، از شاگردان او است.
سعدالدین حموی برای تکمیل سلوک خود مدتی را در کوه قاسیون گذراند و سپس در زادگاه ش، بحرآباد در دشت جوین، اقامت گزید. از آثار او کتاب المصباح فی التصوف با تصحیح نجیب مایل هروی در انتشارات مولی به چاپ رسیده‌است. او به حکمت اعداد (علم الفبای فلسفی) و فن جدول‌سازی رمزی مشغول بود. بیش‌تر آثار ش به 

## زندگی‌نامه
موید ثابتی به نقل از مجموعه‌یی به خط برادر سعدالدین، شیخ صدرالدین ابوالمجامع ابراهیم حموی، که در دانشگاه تهران نگهداری می‌شده است، نسب او را به خواجه عبدالله انصاری رسانده‌است: «محمد بن الموید بن ابی‌بکر جمال ابن عبدالله بن احسین علی ابن عبدالله محمد بن حمویه عثمان بن سعدالدین او سعد بن نصرالله بن محمد بن الشیخ ابی‌اسمعیل عبدالله انصاری». بر این اساس شیخ سعدالدین حموی جوینی از عارفان سده ششم و هفتم هجری است، که در بحرآباد جوین زاده شد. تحصیلات آغازین را در سبزوار و نیشابور گذراند و برای کسب فیض، به مدت ۲۵ سال از محضر استادانی چون نجم‌الدین کبری، صدرالدین قونوی و شهاب‌الدین خیوفی مستفیض و مفیض به شاگردانی چون شمس‌الدین طبری و عزیزالدین نسفی شد. او را رائض به معنی رام‌کننده میدان دری و تازی و خسرو ایوان حقیقی و مجازی سیر و سلوک از عین به یقین گفته‌اند.

چون سعدالدین مدتی در حمام یکی از شهرهای دمشق یا کوه قاسیون اقامت داشته است، به حموی معروف شده‌است. در میان ادبا در زادروز و سال‌مرگ او اتفاق نظر نیست، اما اجماع کلی سال ۵۸۶ را زادروز حموی و سال ۶۴۹ ه. ق سال وفاتش ذکر کرده‌اند.
سعدالدین حموی پس از مرگ معین‌الدین جاجرمی مدرس مدرسه نظامیه نیشابور شد و آورده‌اند که پس از نیشابور به خوارزم رفت و به صحبت شیخ نجم‌الدین کبری پیوست و از او اجازه ارشاد یافت. سپس به زادگاه ش بحرآباد جوین بازگشت و خلعت‌های شاهانه را فروخت و با پول آن خانقاه خود را تعمیر کرد. او در روز عید قربان سال ۶۵۰ ه. ق درگذشت. یکی از شاگردانش این قطعه شعر را در ماده تاریخ درگذشت او سروده است:
| وفات شیخ (قطب) جهان سعد ابن حموی |  | که نور ملت اسلام و شمع تقوی بود |
| بروز جمعه نماز دگر در بحر آباد   |  | سال ششصد و پنجاه عیدالاضحی بود  |

صاحب کتاب ریاض العارفین از کرامات وی این چنین نام برده است:
گویند وقتی مدت سیزده روز از بدن وی منسلخ شده بود و وی به مانند قالبی بی جان افتاده بود پس از مدتی مذکور به خویش آمد سوگند خورد که از این کیفیت خبری ندارم، غرض فرید زمان و وحید بود.
به نقل استاد محمّدی در کتاب نجم کبری، (انتشارات طرح نو، سال ۱۳۸۰) صفحات ۲۱۵ و ۲۱۶ سعدالدین حموی از سوی شیخ نجم الدین کبری اجازه‌ی مکتوب طریقتی دارد و این جزو اوّلین اجارات سلوکی و طریقتی در تاریخ عرفان و تصوّف است.

## تالیفات
از آثار سعدالدین حموی می‌توان به کتب زیر اشاره کرد:
1. سجنجل الارواح و نقوش الارواح
2. سکینه الصالحین
3. قلب المنقلب
4. کشف المحجوب
5. محبوب المحبین و مطلوالواصلین که در آداب و اختلاف است به نوشته کتاب مجالس المومنین این کتاب در علم حروف است.
6. المصباح فی التصوف، تصحیح نجیب مایل هروی، انتشارات مولی، ۱۳۸۹.

## نمونه اشعار
وی در نظم و نثر فارسی و عربی مهارت داشته از جمله اشعار وی است:
| در هرچه نظر کنم تو را بینم من    |  | در دیده من توئی که را بینم من        |
| جز از تو که باشد و که رابینم من  |  | کی باشد و گر بود چرا بینم من         |
| اندر دل من درون و بیرون همه اوست |  | اندر تن من جا و تن و خون همه اوست    |
| آنجا چگونه کفر و ایمـان گنجد     |  | نی چون باشد و جود من چون همه اوست    |
| میدان به یقین که هم بدوسیرازاوست |  | در کوه قدر شر هم از او خیر از اوست   |
| شور و شغب و مسجد و میخانه از او  |  | و اشرب و فغان فتنه و دیر از اوست     |
| آنم که جهان چوحقه درمشت من است   |  | دین قوت حق زقوت پشت من است           |
| کونین و مکان و هر چه در عالم هست |  | در قبضه قدرت و دو انگشـت من است      |
| ای قدرت تو معتدل نه بالا ونه پست |  | وی چشم تو مخمور نه هشیار و نه مست    |
| بالجمله چنانی که چنان می باید    |  | کس راتو چو محبوب نبوده است و نه هست  |
| کس نیست که او شیفته روی تو نیست  |  | سر گشته چو من در شکن موی تو نیست     |
| گویند بهشت جاودان خوش باشد       |  | دانم به یقین که خوشتر از روی تو نیست |